# Advanced Extremely High Frequency System

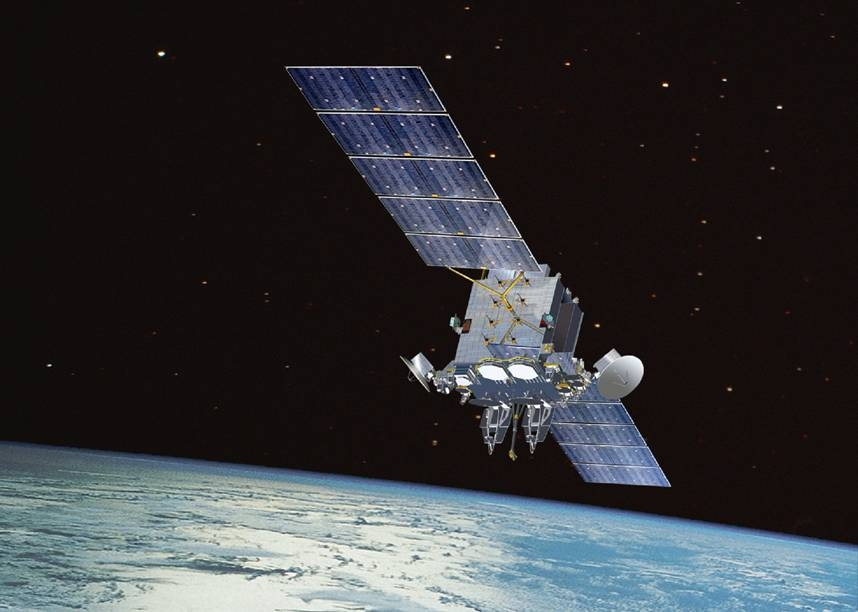
AEHF-Satellit

Das Advanced Extremely High Frequency System (AEHF) ist ein gemeinsames Satellitenkommunikationssystem der US-amerikanischen Streitkräfte für sichere, bandbreitenbeständige, weltweite Kommunikationen und dient zur Sicherung dieser in Krisen- und Kriegszeiten. Es soll das vorhandene Milstar-System zunächst ergänzen und schließlich ersetzen. Die Satelliten werden auch von den Streitkräften von Kanada, der Niederlande, des Vereinigten Königreichs und von Australien genutzt.

## Geschichte
AEHF ist der Nachfolger des Milstar-Systems, dient der globalen Kommunikation zu Luft-, Land- und Seestreitkräften und ist gegen Störungen abgesichert. AEHF bietet die zehnfache Netzwerkkapazität und sechsfache Datenrate des Milstar-Systems.
Der ursprüngliche Auftrag für das AEHF-System wurde im November 2001 an Lockheed Martin Space Systems und Northrop Grumman Space Technology (vormals TRW) vergeben. In dieser ersten Phase wurden zwei Satelliten und das dazugehörige Bodenkontrollsegment entwickelt. Das Programmmanagement erfolgt seit Dezember 2019 durch die damals gegründete United States Space Force.
Die endgültige AEHF-Konstellation besteht aus sechs miteinander in Funkkontakt stehenden Satelliten und deckt die Erde global zwischen 65° Nord und 65° Süd ab.
Anfänglich war das System für fünf Satelliten konzipiert, wurde aber im Dezember 2002 auf drei Satelliten gekürzt, weil inzwischen bereits das Nachfolge-Programm TSAT (Transformational Satellite Communications System) geplant wurde. TSAT sollte auch Kommunikationsverbindungen mittels Laserstrahlung bereitstellen. Nachdem das das TSAT-Programm aus Kostengründen gestoppt wurde, wurden im Juni 2009 drei weitere Satelliten bewiliigt.

## Satelliten
Die beim Start etwa 6500 kg schweren Satelliten wurden von Lockheed Martin Space Systems auf Basis der kommerziellen Satellitenplattform A2100 gebaut. Die Kosten pro Satellit betragen ca. 580 Millionen US-Dollar. Ursprünglich als Milstar-3 bezeichnet, sind die Satelliten abwärtskompatibel zu den vorhandenen Milstar-Satelliten Typ 1 und 2 und binden diese in die Kommunikation ein.
Die Satelliten besitzen eine Signalverarbeitungs-Einrichtung, die die Verschaltung der EHF/SHF-Kommunikationen ermöglicht. Zur Kommunikation tragen die AEHF-Satelliten dazu eine Reihe von Antennen, die sowohl eine hemisphärische Abdeckung als auch eng begrenzte Spot-Beams ermöglichen. Zusätzlich befinden sich zwei weitere Antennen zur Kommunikation mit dem benachbarten Milstar/AEHF-Satelliten, so dass über diese Konstellation eine Kommunikation von jedem Punkt der Erde (mit Ausnahme der Polargebiete) mit jedem anderen Punkt möglich ist. Die Datenraten betragen von 75 bit/s im sichersten Modus bis zu 8 Mbit/s bei geringerer Absicherung. Diese vergleichsweise niedrigen Datenraten ergeben sich durch die Forderung, dass die Kommunikation auch im Krisenfall unter dem Einfluss von Störsendern aufrechterhalten werden muss. Bis zu 6000 Benutzerterminals werden unterstützt. Die Konfiguration der Spot Beams kann innerhalb weniger Minuten geändert werden.
| Satellit | Startzeitpunkt (UTC)      | Startort     | Trägerrakete  | NSSDC-ID  |
| -------- | ------------------------- | ------------ | ------------- | --------- |
| AEHF 1   | 14. August 2010, 11:07    | CCAFS SLC-41 | Atlas V (531) | 2010-039A |
| AEHF 2   | 4. Mai 2012, 18:42        | CCAFS SLC-41 | Atlas V (531) | 2012-019A |
| AEHF 3   | 18. September 2013, 08:10 | CCAFS SLC-41 | Atlas V (531) | 2013-050A |
| AEHF 4   | 17. Oktober 2018, 04:15   | CCAFS SLC-41 | Atlas V (551) | 2018-079A |
| AEHF 5   | 8. August 2019, 10:13     | CCAFS SLC-41 | Atlas V (551) | 2019-051A |
| AEHF 6   | 26. März 2020, 20:18      | CCAFS SLC-41 | Atlas V (551) | 2020-022B |